# Descenso Internacional y Fluvial de la Calle de Galiana
El Descenso Internacional y Fluvial de la Calle de Galiana es un popular fiesta que se celebra durante el Antroxu de Avilés, Principado de Asturias en la jornada del sábado, en el mes de febrero desde 1988. El acto, de carácter multitudinario, se ha convertido en referencia del carnaval avilesino, muy característico y diferenciador entre todos los carnavales del norte. El festejo consiste en la fabricación de unos singulares artilugios que simbolicen unas embarcaciones que se deslizan por la Calle Galiana y que navegan a través de un mar de espuma por las calles de la ciudad entre numeroso público que antiguamente 'regaba' con cubos de agua a los ciudadanos participantes. Actualmente el Ayuntamiento sitúa bombas de espuma y de agua en diferentes puntos de la calle. Los artilugios compiten así por conseguir los premios de la fiesta que votará un jurado según la originalidad, esfuerzo y puesta en escena de las embarcaciones.

## La fiesta

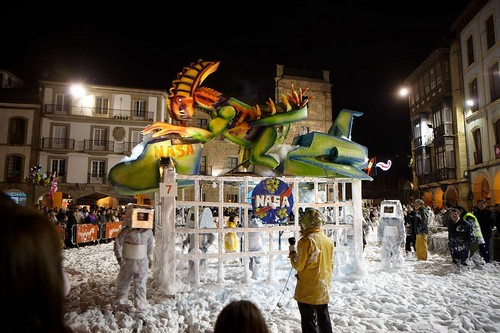
Descenso fluvial de Galiana (Avilés)

El Descenso Internacional y Fluvial de la Calle de Galiana alcanzó en el Antroxu de 2010 su edición número 23 y es que se ha convertido en un clásico de la programación de Carnaval de la ciudad. El descenso, que simula un río de espuma, se realiza por el Conjunto histórico artístico de Avilés. Comenzando en la Calle Galiana, cruzando a través de la calle San Francisco, la Plaza de España, la Calle de la Cámara, José Cueto para finalizar en el aparcamiento de Las Meanas. En la última edición, participaron 16 artilugios, dos menos que en 2009. Y es que con las nuevas medidas y condiciones emprendidas por el Ayuntamiento de Avilés, ya quedan lejos los años en los que se contaban más de 200 participantes. A la fiesta, que se celebra el sábado de Carnaval, acude multitud de público de sus ciudades vecinas Gijón y Oviedo, por lo que en esa jornada la ciudad está a rebosar. Los hay quienes riegan a los participantes desde las alturas, quienes acuden a disfrutar de los artilugios y los más jóvenes, que se sumergen en el mar de espuma enfundados en unos característicos chubasqueros o monos de colores.

### La organización kululu
El festejo está organizado por la Concejalía de festejos de Avilés y por el Rey del Goxu y de la Faba del carnaval. Para el evento, se instalan en las calles siete cañones que lanzan grandes cantidades de agua y espuma. Los seis cañones que lanzan la espuma están colocados en varios puntos de la calle Galiana. Uno frente a la entrada del Parque Ferrera; otro frente al edificio de Servicios Sociales; el tercero en la esquina con plaza de Domingo Álvarez Acebal, frente al Conservatorio de Música. Los otros tres se situarán en la calle San Francisco, a la altura de la escalinata de la iglesia de San Nicolás de Bari, en la plaza de España y en la parte alta de la calle de La Cámara. En total, disparan más de 40.000 litros de espuma. 
En las inmediaciones del recorrido se establece un dispositivo de seguridad compuesto por personal municipal y personal de apoyo contratado al afecto, así como dotaciones de ambulancia y Cruz Roja, para atender posibles lesiones o golpes que se puedan producir. Las medidas de seguridad fueran reforzadas hace unos años al imponer una serie de restricciones para la participación en la fiesta. El objetivo primar la calidad, por encima de la cantidad, y evitar el excesivo desmadre e incidentes que se estaban produciendo. Así, están prohibidas las carrocerías de los coches, las ramas y los cartones, elementos más económicos y propicios para elevar la participación de los jóvenes. Entre otras medidas adoptadas, queda rigurosamente prohibido, antes, durante y después del recorrido, arrojar cualquier tipo de sustancias y objetos que puedan causar lesiones o daños en las personas o en las cosas. Además, el conductor responsable del artilugio deberá estar en condiciones favorables para el manejo de este.

## Participación
En la fiesta puede participar todo aquel que desee siempre y cuando cumpla con los requisitos impuestos por la organización. En el caso de los menores de edad, estos deberán aportar una autorización paterna. Los intereados deben indicar las medidas y los materiales y un croquis o dibujo del artilugio. La altura de los artilugios no debe superar los 4 metros ni debe tener una distancia entre sus ejes mayor de 2,5 metros. Tiene que disponer además de ruedas y no contar con motor. El Ayuntamiento proporcionará además un espacio para la construcción de las embarcaciones. Para la participación están prohibidos vehículos de desguace o propulsados a motor, a excepción de aquellos que por su especial volumen o complejidad técnica, lo precisen a efectos de frenada o dirección. Están prohibidos también los artilugios decorados o construidos exclusivamente con ramas, telas, papel o plástico. En 2010, participaron 16 artilugios.

## Premios

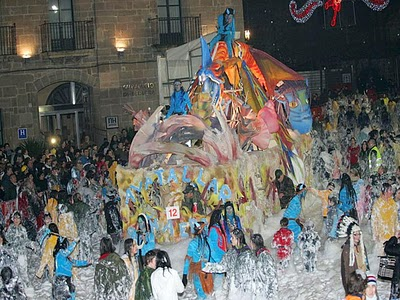
'Avatallar' el artilugio ganador en 2010

El Antroxu de Avilés reparte un total de 6.000 euros en premios. El primer clasificado recibe un total de 2.200 euros y el segundo 1.520 euros. El resto de categorías se reparte el resto del importe total.

## Curiosidades
- El ganador de 2010, el artilugio Avatallar se incendió una vez finalizado el descenso en las inmediaciones del estadio de fútbol de Avilés, causando dos heridos (dos miembros de la propia peña) que fueron trasladados al Hospital Central de Oviedo con quemaduras de primer grado. La nave quedó totalmente calcinada al producirse un cortocircuito eléctrico que desencadenó el fuego y consumió el artilugio, construido en gran parte de cartón-piedra.